# Domenico Alberto Azuni

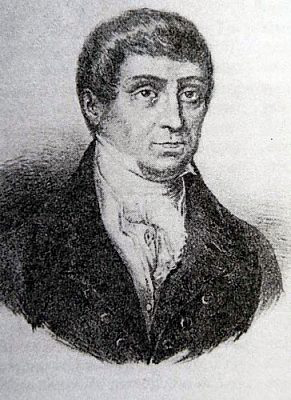
Domenico Alberto Azuni

Domenico Alberto Azuni (* 3. August 1749 in Sassari; † 23. Januar 1827 in Cagliari) war ein italienischer Geschichtsforscher und Rechtsgelehrter.

## Leben
Azuni studierte Rechtswissenschaften und schloss am 29. Januar 1772 sein Studium ab. Anschließend praktizierte als Rechtsanwalt zunächst in Sassari und dann drei Jahre lang in Turin. 1777 wurde er in das Generalamt der Finanzen nach Nizza berufen, in dem er am 23. Mai 1780 zum stellvertretenden Generalintendanten aufstieg. Es folgte am  8. November 1782 die Ernennung zum Richter des Handelskonsulats, was ihm ermöglichte sein Studium des Handelsrechts zu vertiefen. Seine Studien veröffentlichte er von 1786 bis 1788 in vier Bänden unter dem Titel Dizionario universale ragionato della giurisprudenza mercantile. Als das französische Revolutionsheer nach Nizza kam, zog er sich nach Florenz zurück. Er wurde 1792 nach Nizzas Vereinigung mit Frankreich nach Paris berufen, wo er an der Abfassung des Handelsgesetzbuchs mitwirkte. Am 4. Juni 1807 wurde er zum Präsidenten des Appellationshofs in Genua ernannt und 1804 zum korrespondierenden Mitglied der Göttinger Akademie der Wissenschaften gewählt.
Nach Napoleons Sturz war er eine Zeit lang ohne Anstellung und lebte in Genua, bis er vom König Karl Felix von Sardinien zum Mitglied des Oberkonsulatstribunals in Cagliari ernannt wurde, in welcher Stellung er am 23. Januar 1827 starb.

## Publikationen (Auswahl)
- Dizionario universale ragionato della giurisprudenza mercantile. Band 1: A–L, Band 2: M–Z Nizza 1786 und 1788. (Digitalisat Band 1), (Band 2)
- Sistema universale dei principi del diritto marittimo del’Europa. Florenz. 1795, 4 Bände. (Digitalisat Band 1)
  - französisch als Droit maritime de l’Europe. Paris 1805, 2 Bände.
- Histoire géographique, politique et naturelle de la Sardaigne. Paris. 1802, 2 Bände
  - Dominique Albert Azuni’s Reisen durch Sardinien in geographischer, politischer und naturhistorischer Hinsicht. 2 Bände. Vollmer, Hamburg / Mainz 1803.
- Mémoires pour servir à l’histoire des voyages maritimes des anciens navigateurs de Marseille. Genua 1813.
- Della pubblica amministrazione sanitaria in tempo di peste: colle leggi proprie a preservarsi dal suo contagio, ed a facilitarne la cura. Stamp. Reale, Cagliari 1820 (archive.org).